# Rodershausen (Rhénanie-Palatinat)
Pour l’article homonyme, voir Rodershausen (Luxembourg).
Rodershausen est une municipalité allemande située dans le land de Rhénanie-Palatinat et l'arrondissement d'Eifel-Bitburg-Prüm.